# Cindy Duehring
Cindy Duehring (* 10. August 1962 in Bismarck, North Dakota; † 29. Juni 1999 in Epping, North Dakota) war eine amerikanische Aktivistin, die als Betroffene auf die Probleme aufmerksam machte, die durch Vielfache Chemikalienunverträglichkeit (MCS) entstehen können.

## Leben und Wirken
Duehring wurde als Tochter von Jan und Donald Froeschle geboren. Sie studierte Medizin in Seattle, als sie sich 1985 durch unsachgemäße Anwendung eines Insektizides (gegen Flöhe) in ihrer Wohnung vergiftete. Sie entwickelte infolgedessen einen Autoimmundefekt. Duehring bekam zunächst Atembeschwerden, erlitt einen Schlaganfall; Schädigungen ihres Nervensystems, der Nieren und Stoffwechselstörungen schritten immer weiter fort.
1989 verließ sie zum letzten Mal ihr Haus, das eigens in einer abgelegenen Gegend im Grasland North Dakotas von ihrem Ehemann und ihrem Vater gebaut worden und mit Filteranlagen versehen worden war. Für den Bau wurden ausschließlich Materialien verwendet, die so gut wie keine Ausdünstungen abgeben: Keramikböden, Metallmöbel, Glastische. Ihr Ehemann Jim Duehring, den sie am 10. Juli 1988 ehelichte, lebte in einem 500 m entfernten Haus, da Gerüche, die nach einem Arbeitstag an ihm hafteten, ihr schadeten. Besucher mussten in einem komplizierten Verfahren von jeglichen Gerüchen und Rückständen chemischer Stoffe befreit werden, um keine Stoffe in die Räume zu tragen, die Cindy Duehring hätten töten können. Später kamen überhöhte Licht- und Lärmempfindlichkeit hinzu, sodass sie nicht einmal mehr fernsehen konnte, ohne neue Krankheitsschübe zu riskieren. Moderne Annehmlichkeiten, wie Telefon, Radio, Computer oder Faxgerät konnte sie schließlich nicht mehr nutzen. Selbst einfache Dinge, die die meisten Menschen für selbstverständlich halten – wie ein Sonnenstrahl, Trinkwasser oder Außenluft – lösten Beschwerden aus. Das Trinkwasser musste sie speziell aufbereiten. Einige Jahre vor ihrem Tod hörte sie praktisch auf zu sprechen, da sie geräusch-induzierte Anfälle plagten. Im Juni 1999 starb sie im Alter von nur 36 Jahren an Organversagen.
Bereits ein Jahr nach Beginn ihrer Erkrankung hatte sie das Environmental Access Research Network (EARN), das später zur Forschungsabteilung des Chemical Injury Information Network (CIIN) wurde, ins Leben gerufen. EARN hat sich zur größten Privatbibliothek für Gesundheitsfragen im Zusammenhang mit Chemikalien entwickelt. CIIN steht Gesundheitsexperten, Gerichtssachverständigen, Anwälten, aber auch Laien zur Verfügung.

## Auszeichnungen
Cindy Duehring erhielt 1997 den Alternativen Nobelpreis dafür, dass sie ihre persönliche Tragödie in den Dienst der Menschheit stellte, indem sie anderen half, die Risiken, die von giftigen chemischen Stoffen ausgehen, zu verstehen und diese zu bekämpfen. Bei der Preisverleihung musste sie sich von ihrem Ehemann Jim Duehring vertreten lassen. Seit Cindys Tod führt er ihre Arbeit fort.